# Hieracium gussevii
Hieracium gussevii es una especie de planta con flor del género Hieracium, de la familia Asteraceae, orden Asterales.

## Distribución
Hieracium gussevii se distribuye por Bulgaria.

## Taxonomía
Fue descrita científicamente por Szelag.
Tratamiento taxonómico
La especie aparece registrada y publicada en Phytotaxa.